# Erhard Loretan
Erhard Loretan (Bulle, Fribourg kanton, 1959. április 28. – Grünhorn, Wallis kanton, 2011. április 28.) a leghíresebb svájci hegymászó, az alpesi mászás jelentős képviselője.
11 éves korától kezdve gyakorolta a hegymászást. 2011-ben, az 52. születésnapján a svájci Alpokban található Grünhorn hegy mászása közben lezuhant, és életét vesztette.
Erhard Loretan Reinhold Messner és Jerzy Kukuczka után a harmadik alpinista volt, aki mind a 14 8000 méter feletti hegycsúcsot megmászta.
1986-ban Jean Troillet-vel közösen felállította a Mount Everest-mászás sebességrekordját: 40 óra alatt jutottak fel a csúcsra éjszakai mászással és oxigén használata nélkül.